# Liste des titres musicaux numéro un en Allemagne en 1997
Cette page liste les titres numéro un dans les meilleures ventes de disques en Allemagne pour l'année 1997 selon Media Control Charts. 
Les classements sont issus des 100 meilleures ventes de singles et des 100 meilleures ventes d'albums. Ils se déroulent du vendredi au jeudi, et sont publiés le mardi par l'industrie musicale allemande.

## Classement des singles
| №  | Date         | Artiste                             | Titre                   |
| -- | ------------ | ----------------------------------- | ----------------------- |
| 1  | 3 janvier    | Sarah Brightman & Andrea Bocelli    | Time to say goodbye     |
| 2  | 10 janvier   | Sarah Brightman & Andrea Bocelli    | Time to say goodbye     |
| 3  | 17 janvier   | Sarah Brightman & Andrea Bocelli    | Time to say goodbye     |
| 4  | 24 janvier   | Sarah Brightman & Andrea Bocelli    | Time to say goodbye     |
| 5  | 31 janvier   | Sarah Brightman & Andrea Bocelli    | Time to say goodbye     |
| 6  | 7 février    | Sarah Brightman & Andrea Bocelli    | Time to say goodbye     |
| 7  | 14 février   | Sarah Brightman & Andrea Bocelli    | Time to say goodbye     |
| 8  | 21 février   | Sarah Brightman & Andrea Bocelli    | Time to say goodbye     |
| 9  | 28 février   | Sarah Brightman & Andrea Bocelli    | Time to say goodbye     |
| 10 | 7 mars       | Sarah Brightman & Andrea Bocelli    | Time to say goodbye     |
| 11 | 14 mars      | Tic Tac Toe (de)                    | Warum?                  |
| 12 | 21 mars      | Tic Tac Toe (de)                    | Warum?                  |
| 13 | 28 mars      | Tic Tac Toe (de)                    | Warum?                  |
| 14 | 4 avril      | Tic Tac Toe (de)                    | Warum?                  |
| 15 | 11 avril     | Tic Tac Toe (de)                    | Warum?                  |
| 16 | 18 avril     | Tic Tac Toe (de)                    | Warum?                  |
| 17 | 25 avril     | Tic Tac Toe (de)                    | Warum?                  |
| 18 | 2 mai        | Sabrina Setlur                      | Du liebst mich nicht    |
| 19 | 9 mai        | Nana                                | Lonely                  |
| 20 | 16 mai       | Nana                                | Lonely                  |
| 21 | 23 mai       | Nana                                | Lonely                  |
| 22 | 30 mai       | Nana                                | Lonely                  |
| 23 | 6 juin       | Nana                                | Lonely                  |
| 2  | 13 juin      | Members of Mayday                   | Sonic Empire            |
| 24 | 20 juin      | Hanson                              | MMMBop                  |
| 25 | 27 juin      | Puff Daddy feat. Faith Evans et 112 | I’ll Be Missing You     |
| 26 | 4 juillet    | Puff Daddy feat. Faith Evans et 112 | I’ll Be Missing You     |
| 27 | 11 juillet   | Puff Daddy feat. Faith Evans et 112 | I’ll Be Missing You     |
| 28 | 18 juillet   | Puff Daddy feat. Faith Evans et 112 | I’ll Be Missing You     |
| 29 | 25 juillet   | Puff Daddy feat. Faith Evans et 112 | I’ll Be Missing You     |
| 30 | 1er août     | Puff Daddy feat. Faith Evans et 112 | I’ll Be Missing You     |
| 31 | 8 août       | Puff Daddy feat. Faith Evans et 112 | I’ll Be Missing You     |
| 32 | 15 août      | Puff Daddy feat. Faith Evans et 112 | I’ll Be Missing You     |
| 33 | 22 août      | Puff Daddy feat. Faith Evans et 112 | I’ll Be Missing You     |
| 34 | 29 août      | Puff Daddy feat. Faith Evans et 112 | I’ll Be Missing You     |
| 35 | 5 septembre  | Puff Daddy feat. Faith Evans et 112 | I’ll Be Missing You     |
| 36 | 12 septembre | Will Smith                          | Men in Black            |
| 37 | 19 septembre | Elton John                          | Candle in the Wind 1997 |
| 38 | 26 septembre | Elton John                          | Candle in the Wind 1997 |
| 39 | 3 octobre    | Elton John                          | Candle in the Wind 1997 |
| 40 | 10 octobre   | Elton John                          | Candle in the Wind 1997 |
| 41 | 17 octobre   | Elton John                          | Candle in the Wind 1997 |
| 42 | 24 octobre   | Elton John                          | Candle in the Wind 1997 |
| 43 | 31 octobre   | Elton John                          | Candle in the Wind 1997 |
| 44 | 7 novembre   | Aqua                                | Barbie Girl             |
| 45 | 14 novembre  | Aqua                                | Barbie Girl             |
| 46 | 21 novembre  | Aqua                                | Barbie Girl             |
| 47 | 28 novembre  | Aqua                                | Barbie Girl             |
| 48 | 5 décembre   | Aqua                                | Barbie Girl             |
| 49 | 12 décembre  | Aqua                                | Barbie Girl             |
| 50 | 19 décembre  | Run–D.M.C. vs. Jason Nevins         | It’s Like That          |
| 51 | 26 décembre  | Run–D.M.C. vs. Jason Nevins         | It’s Like That          |

## Classement des albums
| №  | Date         | Artiste                 | Titre                 |
| -- | ------------ | ----------------------- | --------------------- |
| 1  | 3 janvier    | Andrea Bocelli          | Bocelli               |
| 2  | 10 janvier   | Andrea Bocelli          | Bocelli               |
| 3  | 17 janvier   | Andrea Bocelli          | Bocelli               |
| 4  | 24 janvier   | Andrea Bocelli          | Bocelli               |
| 5  | 31 janvier   | Andrea Bocelli          | Bocelli               |
| 6  | 7 février    | Andrea Bocelli          | Bocelli               |
| 7  | 14 février   | Andrea Bocelli          | Bocelli               |
| 8  | 21 février   | Andrea Bocelli          | Bocelli               |
| 9  | 28 février   | Andrea Bocelli          | Bocelli               |
| 10 | 7 mars       | Andrea Bocelli          | Bocelli               |
| 11 | 14 mars      | U2                      | Pop                   |
| 12 | 21 mars      | Andrea Bocelli          | Bocelli               |
| 13 | 28 mars      | Andrea Bocelli          | Bocelli               |
| 14 | 4 avril      | Andrea Bocelli          | Bocelli               |
| 15 | 11 avril     | Andrea Bocelli          | Bocelli               |
| 16 | 18 avril     | Andrea Bocelli          | Bocelli               |
| 17 | 25 avril     | Depeche Mode            | Ultra                 |
| 18 | 2 mai        | Tic Tac Toe (de)        | Klappe die 2te        |
| 19 | 9 mai        | Tic Tac Toe (de)        | Klappe die 2te        |
| 20 | 16 mai       | Tic Tac Toe (de)        | Klappe die 2te        |
| 21 | 23 mai       | Tic Tac Toe (de)        | Klappe die 2te        |
| 22 | 30 mai       | Tic Tac Toe (de)        | Klappe die 2te        |
| 23 | 6 juin       | NSYNC                   | NSYNC                 |
| 2  | 13 juin      | Tic Tac Toe             | Klappe die 2te        |
| 24 | 20 juin      | Tic Tac Toe             | Klappe die 2te        |
| 25 | 27 juin      | Jon Bon Jovi            | Destination Anywhere  |
| 26 | 4 juillet    | Hanson                  | Middle Of Nowhere     |
| 27 | 11 juillet   | The Prodigy             | The Fat of the Land   |
| 28 | 18 juillet   | The Prodigy             | The Fat of the Land   |
| 29 | 25 juillet   | The Prodigy             | The Fat of the Land   |
| 30 | 1er août     | Bande Originale Bandits |                       |
| 31 | 8 août       | Bande Originale Bandits |                       |
| 32 | 15 août      | Bande Originale Bandits |                       |
| 33 | 22 août      | Backstreet Boys         | Backstreet's Back     |
| 34 | 29 août      | Backstreet Boys         | Backstreet's Back     |
| 35 | 5 septembre  | Rammstein               | Sehnsucht             |
| 36 | 12 septembre | Rammstein               | Sehnsucht             |
| 37 | 19 septembre | Rammstein               | Sehnsucht             |
| 38 | 26 septembre | Rammstein               | Sehnsucht             |
| 39 | 3 octobre    | Rammstein               | Sehnsucht             |
| 40 | 10 octobre   | The Rolling Stones      | Bridges to Babylon    |
| 41 | 17 octobre   | The Rolling Stones      | Bridges to Babylon    |
| 42 | 24 octobre   | The Rolling Stones      | Bridges to Babylon    |
| 43 | 31 octobre   | The Rolling Stones      | Bridges to Babylon    |
| 44 | 7 novembre   | Eros Ramazzotti         | Eros                  |
| 45 | 14 novembre  | The Kelly Family        | Growin’ Up            |
| 46 | 21 novembre  | Eros Ramazzotti         | Eros                  |
| 47 | 28 novembre  | Metallica               | ReLoad                |
| 48 | 5 décembre   | Eros Ramazzotti         | Eros                  |
| 49 | 12 décembre  | Céline Dion             | Let's Talk About Love |
| 50 | 19 décembre  | Céline Dion             | Let's Talk About Love |
| 51 | 26 décembre  | Céline Dion             | Let's Talk About Love |